# Pomerantschuk-Effekt

p-T-Diagramm von ^{3}He
(logarithmische Temperaturskala);
die Schmelzkurve ist die Grenze zwischen Feststoff (solid) und normaler Flüssigkeit (normal liquid)

Der Pomerantschuk-Effekt (nach dem russischen Physiker Isaak Pomerantschuk) ist eine Kompressionskühlung entlang der 3He-Schmelzkurve infolge einer Dichteanomalie.
Flüssiges 3He kann unterhalb von etwa T = 0,3 K (= −272,85 °C) durch Wärmezufuhr fest werden (positive Kristallisationsenthalpie, normalerweise negativ). Die dazu nötige Wärme wird dem umliegenden System entzogen, z. B. durch adiabatische Kompression, es wird gekühlt, daher die Bezeichnung Kompressionskühlung. (Bei herkömmlichen Flüssigkeiten ohne Anomalie oder auch bei 3He oberhalb von 0,3 K führt eine Kompression dagegen zu einer Erwärmung.)
Der Pomerantschuk-Effekt beruht darauf, dass die Steigung der Schmelzkurve von 3He im p-T-Diagramm (Druck, Temperatur) bei T < 0,3 K negativ ist:
{\displaystyle {\frac {\mathrm {d} p}{\mathrm {d} T}}<0}
Aus der Clapeyron-Gleichung
{\displaystyle {\frac {\mathrm {d} p}{\mathrm {d} T}}={\frac {\Delta s}{\Delta v}}}
mit
{\displaystyle \Delta s} – Änderung der Entropie beim Phasenübergang
{\displaystyle \Delta v} – Änderung des Volumens
folgt
{\displaystyle \Rightarrow {\frac {s_{\text{fl}}-s_{\text{fest}}}{v_{\text{fl}}-v_{\text{fest}}}}<0}
und mit
{\displaystyle v_{\mathrm {fl} }>v_{\text{fest}}}
folgt
{\displaystyle \Rightarrow s_{\text{fl}}<s_{\text{fest}}}
d. h. die feste Phase von 3He hat bei T < 0,3 K eine höhere Entropie als flüssiges 3He (normalerweise ist es umgekehrt).